# Martina Koziar Vašáková
Martina Koziar Vašáková (* 20. září 1964 Praha) je česká lékařka, profesorka vnitřního lékařství, specialistka v oboru pneumologie a ftizeologie, alergologie a klinické imunologie.
Je absolventkou a dlouholetou pedagožkou 1. lékařské fakulty Univerzity Karlovy v Praze. Byla primářkou Ústavu pro léčbu tuberkulózy a respiračních onemocnění a Pneumologické kliniky 1. LF UK, kde je v současné době (2025) přednostkou. Je předsedkyní České pneumologické a ftizeologické společnosti a členkou řady dalších národních i zahraničních odborných společností. Publikovala mnoho článků, monografií a učebních textů a je držitelkou Ceny inovace Senátu ČR za průmyslový vzor biodegradabilního tracheálního stentu.

## Biografie
Martina Vašáková se narodila 20. září 1964 v Praze. Po maturitě na Gymnáziu W. Piecka (nyní Arcibiskupské) vystudovala 1. lékařskou fakultu Univerzity Karlovy v Praze. Ve 23 letech začala pracovat ve Výzkumném ústavu tuberkulózy a respiračních nemocí ve Fakultní nemocnici na Bulovce, kde působila až do roku 1999. Poté se stala primářkou Ústavu pro léčbu tuberkulózy a respiračních nemocí v Prosečnici. V roce 2005 byla jmenována primářkou Pneumologické kliniky 1. LF UK ve Fakultní Thomayerově nemocnici, která vznikla sloučením plicních primariátů v Prosečnici a Krči, a od roku 2016 se stala její přednostkou. Od dubna 2021 vykonávala jeden rok funkci 1. náměstkyně ministra zdravotnictví, a to zejména kvůli pandemii covidu. V současné době působí jako externí poradkyně Ministerstva zdravotnictví.
V rámci dalšího vzdělávání složila tři odborné atestace, z vnitřního lékařství, tuberkulózy a respiračních nemocí a z alergologie a klinické imunologie. Ve vědecké dráze pokračovala doktorandským studiem imunologie na 1. LF UK v Praze, které ukončila v roce 2007. O rok později se habilitovala a v roce 2015 se stala profesorkou vnitřního lékařství na této fakultě. Věnuje se také výuce, vede doktorandy v oboru imunologie, fyziologie a patofyziologie člověka a experimentální chirurgie na 1. a 3. LF UK v Praze. Zároveň je školitelkou magisterského studia imunologie na Přírodovědecké fakultě UK v Praze. Je také členkou oborové rady postgraduálního doktorského studia imunologie.
Podílí se na řadě výzkumných projektů, zaměřených hlavně na plicní onemocnění, včetně mezinárodních grantů a výzkumných projektů. Zabývá se výzkumem zejména v oblasti intersticiálních plicních nemocí, tuberkulózy a imunopatologií. Je autorkou a spoluautorkou řady odborných článků, monografií a učebních textů. Působí v redakčních radách odborných časopisů a jako editorka lékařského časopisu BMC Pulmonary Medicine. V roce 2016 získala Cenu inovace Senátu ČR za vývoj biodegradabilního tracheálního stentu.
Je aktivní v mnoha českých i zahraničních společnostech zaměřených na imunologii a pneumologii, například v European Respiratory Society nebo American Thoracic Society. Od roku 2010 je členkou výboru České pneumologické a ftizeologické společnosti ČLS JEP a od roku 2018 je její předsedkyní. Ve stejném roce se také stala předsedkyní vědecké rady Thomayerovy nemocnice v Praze. Od roku 2014 je předsedkyní světově největšího mezinárodního registru idiopatické plicní fibrózy – EMPIRE.
Vychovala dvě vlastní a tři nevlastní děti.